# Online agenda
Een online agenda is een webapplicatie die gebruikers in staat stelt om via het internet een agenda te beheren en eventueel te delen met anderen. Een online agenda is toegankelijk via internet door middel van het gebruik van bijvoorbeeld een computer (pc) of een mobiel apparaat, zoals een pda, een telefoon (smartphone) of een tablet.
In een online agenda kunnen items worden ingevoerd voor een afspraak, bijeenkomst of evenement. Elk item betreft een bepaald tijdstip of een tijdspanne (met begintijd en eindtijd) of een (hele) dag of meer dagen.
De evenementen kunnen op verschillende manieren in beeld worden gebracht, zoals per dag of in een chronologische lijst.
Extra functies in een online agenda kunnen zijn:
- het aanmaken van een evenement via slepen en neerzetten vanaf een computerprogramma of vanaf een webpagina;
- ondersteuning van herhalingen voor dagelijkse, wekelijkse, maandelijkse en jaarlijkse evenementen;
- zichtbaarheid in per week of maand;
- ondersteuning voor meerdere agenda's;
- importeren van agenda's;
- abonneren op openbare online agenda's;
- meldingen via e-mail of door geluidssignalen.

Bekende online agenda's zijn Google Agenda, Yahoo! Calendar en Outlook.com-agenda. Er bestaan ook uitgebreidere webapplicaties, zoals de virtuele kantoren die agendafuncties hebben.
Verder bevatten diverse sociale media op het web, zoals Facebook, agenda's.
Door het toegenomen gebruik van krachtige mobiele computers, zoals smartphones en tablets, is het belang van online agenda's toegenomen.
Een gebruiker kan op een computer thuis evenementen invoeren en die onderweg op bijvoorbeeld een telefoon bekijken en andersom.
Door dit toegenomen belang is in de belangrijkste hedendaagse besturingssystemen (zoals Windows, Mac OS X, Android) een programma (of app) opgenomen dat op een simpele wijze synchroniseert met een online agenda.